# Uvaria chinensis
Uvaria chinensis este o specie de plante angiosperme din genul Uvaria, familia Annonaceae, descrisă de Henry Fletcher Hance și Carl Ernst Otto Kuntze. Conform Catalogue of Life specia Uvaria chinensis nu are subspecii cunoscute.